# La Torre de Claramunt
La Torre de Claramunt és un municipi de la comarca de l'Anoia.

## Geografia
- Llista de topònims de la Torre de Claramunt (Orografia: muntanyes, serres, collades, indrets..; hidrografia: rius, fonts...; edificis: cases, masies, esglésies, etc).

La Torre de Claramunt és un poble ben orientat vers la sortida del sol, amb una densitat de població de 3.532 habitants, amb una extensió de 14,80 km² i pertanyent a la comarca de l'Anoia (província de Barcelona).
El nucli antic es troba a 364 metres d'altitud sobre el nivell del mar. Es troba a la vall baixa de la riera de Carme, a l'indret de la seva confluència amb el riu d'Agost, que travessa el terme del sector oriental a l'occidental. La meitat del terme és ocupat per bosc de pins amb algunes alzines i roures. A l'altra meitat del terme, hi predominen els conreus de secà.

### Nuclis urbans del municipi
| Entitat de població             | Habitants (2023) |
| la Torre de Claramunt           | 1.545            |
| les Pinedes de l'Armengol       | 1.524            |
| Ca l'Anton                      | 305              |
| Vilanova d'Espoia               | 170              |
| el Xaró (la Torre de Claramunt) | 141              |
| la Torre Baixa                  | 137              |
| Camaró                          | 94               |
| el Pla de la Torre              | 68               |
| la Serra                        | 34               |
| Font: Idescat                   |                  |

### Demografia
| 1497 f | 1515 f | 1553 f | 1717 | 1787 | 1857 | 1877 | 1887 | 1900 | 1910 |
| ------ | ------ | ------ | ---- | ---- | ---- | ---- | ---- | ---- | ---- |
| 57     | 13     | 13     | 157  | 390  | 794  | 883  | 905  | 713  | 752  |

| 1920 | 1930 | 1940 | 1950 | 1960 | 1970 | 1981  | 1990  | 1992  | 1994  |
| ---- | ---- | ---- | ---- | ---- | ---- | ----- | ----- | ----- | ----- |
| 761  | 637  | 530  | 542  | 559  | 716  | 1.220 | 1.643 | 1.576 | 1.576 |

| 1996  | 1998  | 2000  | 2002  | 2004  | 2006  | 2008  | 2010  | 2012  | 2014  |
| ----- | ----- | ----- | ----- | ----- | ----- | ----- | ----- | ----- | ----- |
| 2.011 | 2.098 | 2.371 | 2.595 | 2.936 | 3.298 | 3.615 | 3.757 | 3.863 | 3.819 |

| 2016  | 2018  | 2020  | 2022  | 2024  | 2026 | 2028 | 2030 | 2032 | 2034 |
| ----- | ----- | ----- | ----- | ----- | ---- | ---- | ---- | ---- | ---- |
| 3.722 | 3.716 | 3.741 | 3.966 | 4.122 | -    | -    | -    | -    | -    |

## Història
Els Claramunt van arribar el 814 a aquesta zona provinents de França per ajudar el comte Ramon Berenguer de Barcelona en la seva lluita contra els agarens; concretament el seu cap Bernat Amat de Claramunt. Van construir el seu castell principal a l'actual municipi de La Pobla de Claramunt, al qual van donar el seu nom, i van construir també una altra fortificació a una part del terme que controlaven, el qual va ser l'inici del municipi actual, La Torre de Claramunt.
Consta que l'any 1147 dos germans del llinatge Claramunt, Berenguer i Pere, van donar al monestir de Sant Cugat del Vallès un territori d'un cim situat dins el terme del castell de Claramunt a fi que hi construïssin una fortalesa. Inicialment era emprada com una torre fortificada, al terme de Claramunt. Es va erigir en un dels extrems del terme de castell de Claramunt una torre de vigilància que, en deixar de tenir ús militar, va esdevenir la residència dels senyors del lloc.
Berenguer de Claramunt va vendre el 1306 l'alt domini del
 el 1318 el de la Torre de Claramunt, si bé la família hi va continuar vivint, reconeixent els drets dels vescomtes de Cardona que, d'aquesta manera, van afermar l'hegemonia sobre la Conca d'Òdena.
Asbert de Claramunt, casat amb Beatriu de Pallars, va ser nomenat pels Cardona el 1348 governador de les terres de l'Anoia. El seu descendent Joan de Claramunt i de Rajadell va lliurar el 1463, en nom dels Cardona, les claus del castell de la Torre de Claramunt a un representant d'Igualada, per ordre de la diputació general.
L'any 1530 els Claramunt van comprar als ducs de Cardona la jurisdicció i la senyoria del terme de la Torre de Claramunt. Francesc de Claramunt i Caçador va obtenir el 1620, de la mateixa manera que els seus avantpassats, el càrrec de governador de la Conca d'Òdena, atorgat pels Cardona. Un descendent seu, Josep Antoni de Ribera i d'Espuny-Claramunt, austriacista, va rebre del rei arxiduc Carles III el títol de comte de Claramunt (1708), va ser capità de la Coronela de Barcelona i membre de la Junta de braços de 1713. Fou desterrat a Burgos per Felip V fins al 1725. El castell fou incendiat el 1722.
Ja en temps moderns, Josep Maria de Febrer de Calvo Encalada, marquès de Villa Palma de Encalada, descendent de la casa de Claramunt i baró de la Torre de Claramunt, junt amb la seva dona Matilde Sanllehy i Alrich, germana de Domènec Sanllehy i Alrich, alcalde de Barcelona, van fer grans tasques de reconstrucció del castell. El seu fill José Maria de Febrer y Sanllehy, també marquès de Villa Palma de Encalada, les va continuar.
El germà del marquès de Villa Palma de Encalada, Manuel de Febrer de Calvo Encalada, va ser per distribució nobiliària el següent marquès de Gironella. Es va fer construir un gran casal davant el castell, que és conegut avui com la Torre Nova i que el 1930 va ésser venut a particulars. L'any 2007 aquesta propietat va ser adquirida per un empresari holandès per tal de construir-hi un hotel-resort, que ha obert les seves portes el 2011.
José Antonio de Febrer y Monforte, fill primogènit del marquès de Villa Palma de Encalada, va ser alcalde de Torre de Claramunt i va residir al castell de la Torre de Claramunt amb la seva dona Margarita de los Ríos Magriña i els seus sis fills, que són copropietaris del castell actualment, els germans de Febrer de los Ríos, fins a la seva mort el 1976.
El cap del llinatge Claramunt és actualment José Maria de Febrer y de los Rios, primogènit de la nissaga i cap de la família. Va sol·licitar la rehabilitació del títol de comte de Claramunt l'any 1985, en un expedient de millor successió del títol que el dia d'avui no s'ha tancat, malgrat que existeix un informe del Ministeri de Justícia i dos informes del Consell d'Estat demanant la rehabilitació del títol del seu avantpassat al seu favor.

## Administració
| Període     | Alcalde o alcaldessa              | Partit polític          | Data de possessió | Observacions |
| ----------- | --------------------------------- | ----------------------- | ----------------- | ------------ |
| 1979–1983   | Francesc Bargalló Aloy            | CiU                     | 19/04/1979        | --           |
| 1983–1987   | Antonio Pérez Fuentes             | Independents            | 28/05/1983        | --           |
| 1987–1991   | Antonio Pérez Fuentes             | Independents            | 30/06/1987        | --           |
| 1991–1995   | Joan B. Rosa de la Aguilera       | PSC                     | 15/06/1991        | --           |
| 1995–1999   | Ramon Ferri Pla                   | CiU                     | 17/06/1995        | --           |
| 1999–2003   | Ramon Ferri Pla                   | CiU                     | 03/07/1999        | --           |
| 2003–2007   | Ramon Ferri Pla                   | CiU                     | 14/06/2003        | --           |
| 2007–2011   | Ramon Ferri Pla / Jaume Riba Bayo | CiU                     | 16/06/2007        | --           |
| 2011–2015   | Jaume Riba Bayo                   | CiU                     | 11/06/2011        | --           |
| 2015–2019   | Jaume Riba Bayo                   | Demòcrates de Catalunya | 13/06/2015        | --           |
| 2019-2023   | n/d                               | n/d                     | 15/06/2019        | --           |
| Des de 2023 | n/d                               | n/d                     | 17/06/2023        | --           |

## Llocs d'interès
- Castell de la Torre de Claramunt (s.XI-XII), gòtic.
- Església romànica de Sant Joan Baptista (La Torre de Claramunt) (s.XI-XII)
- A Vilanova d'Espoia, església romànica de Sant Salvador de Vilanova d'Espoia; principis del segle XII
- El Pla de les Sitges, a Camaró. Sitges i restes d'un antic poblat iber (s.VIII i IX)
- Torre Nova (any 1900), promoguda pel Marquès de Gironella. Actualment és un allotjament turístic.[5]

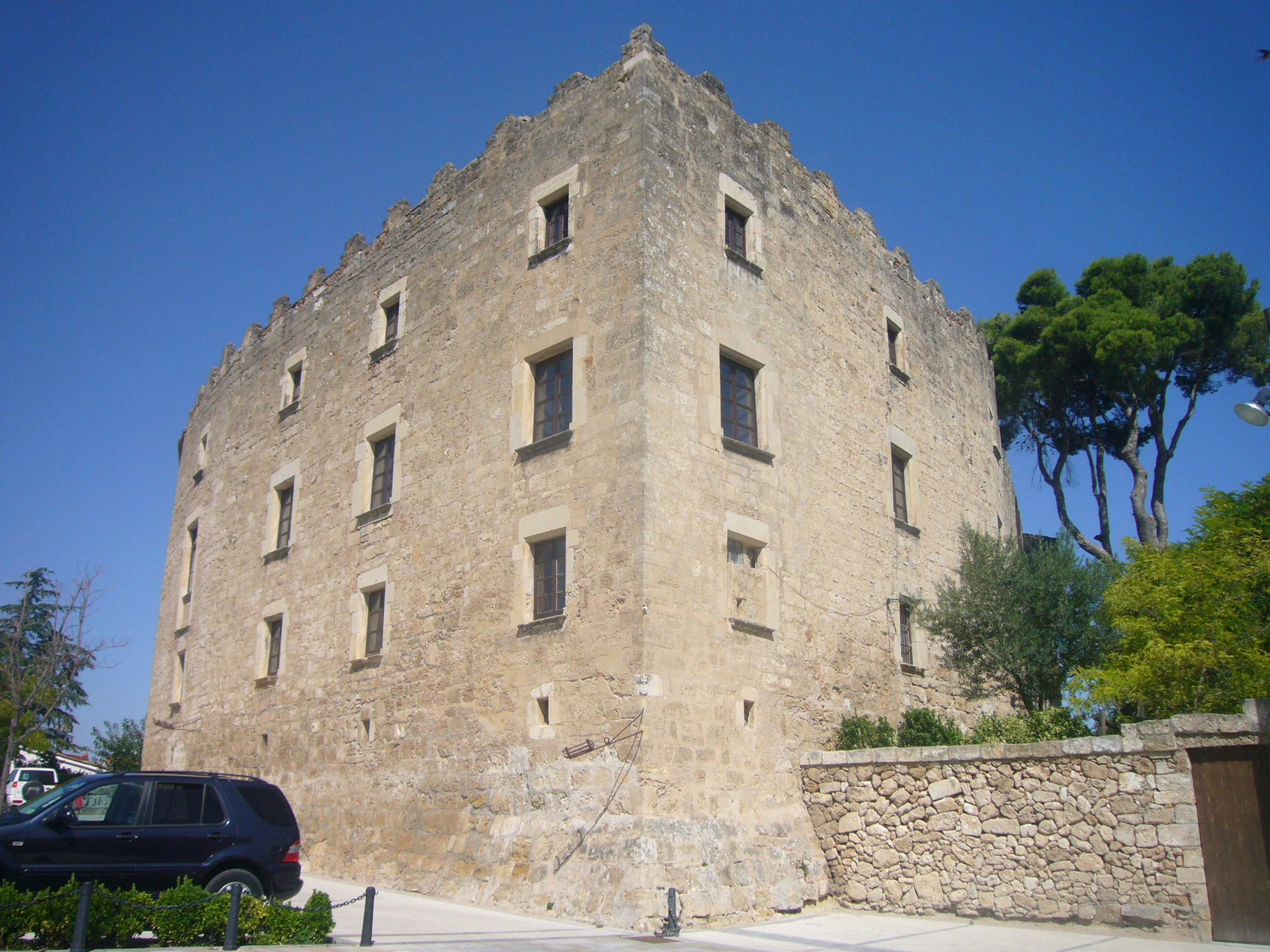
Castell de la Torre de Claramunt
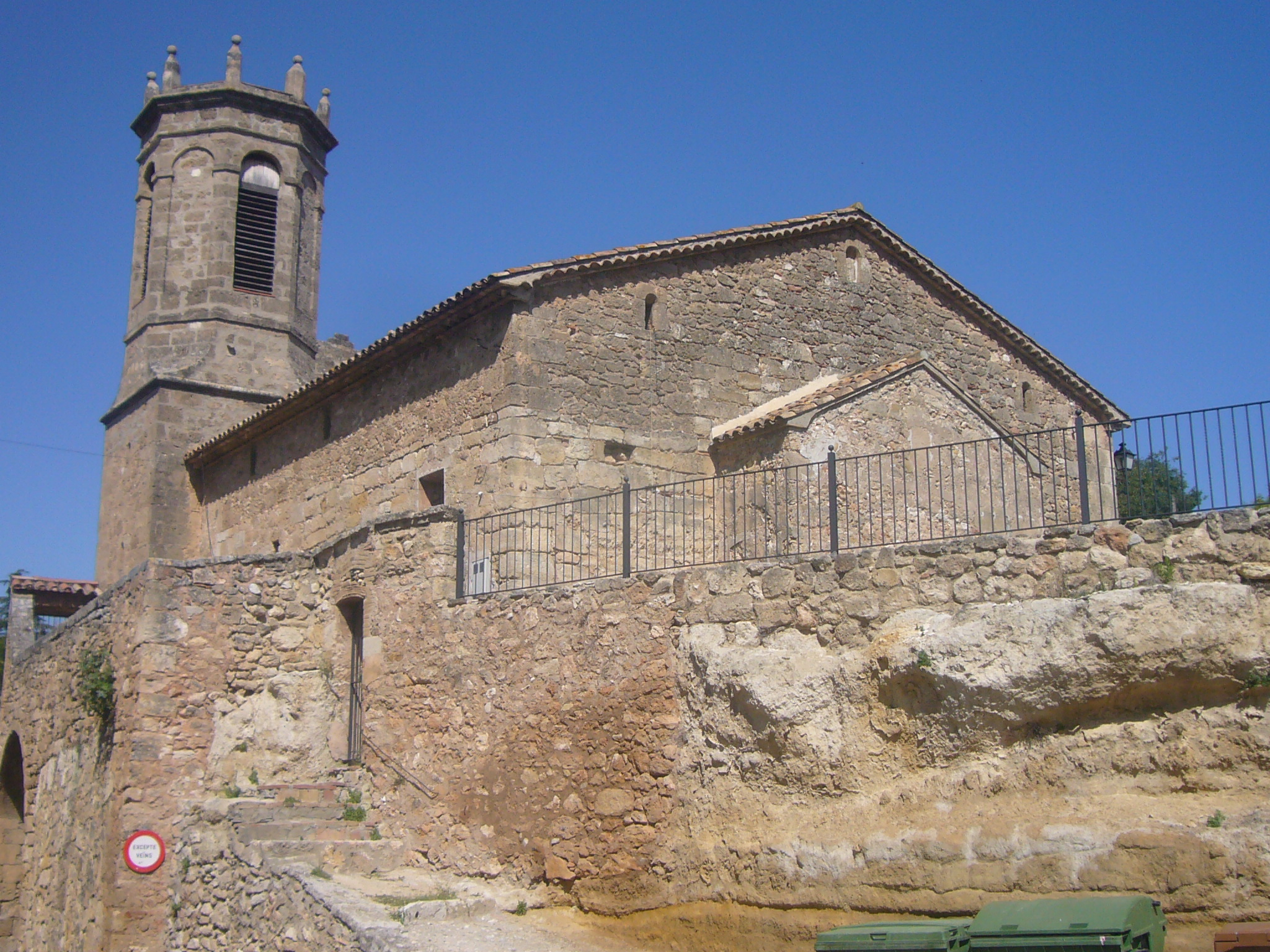
Església romànica de Sant Joan Baptista
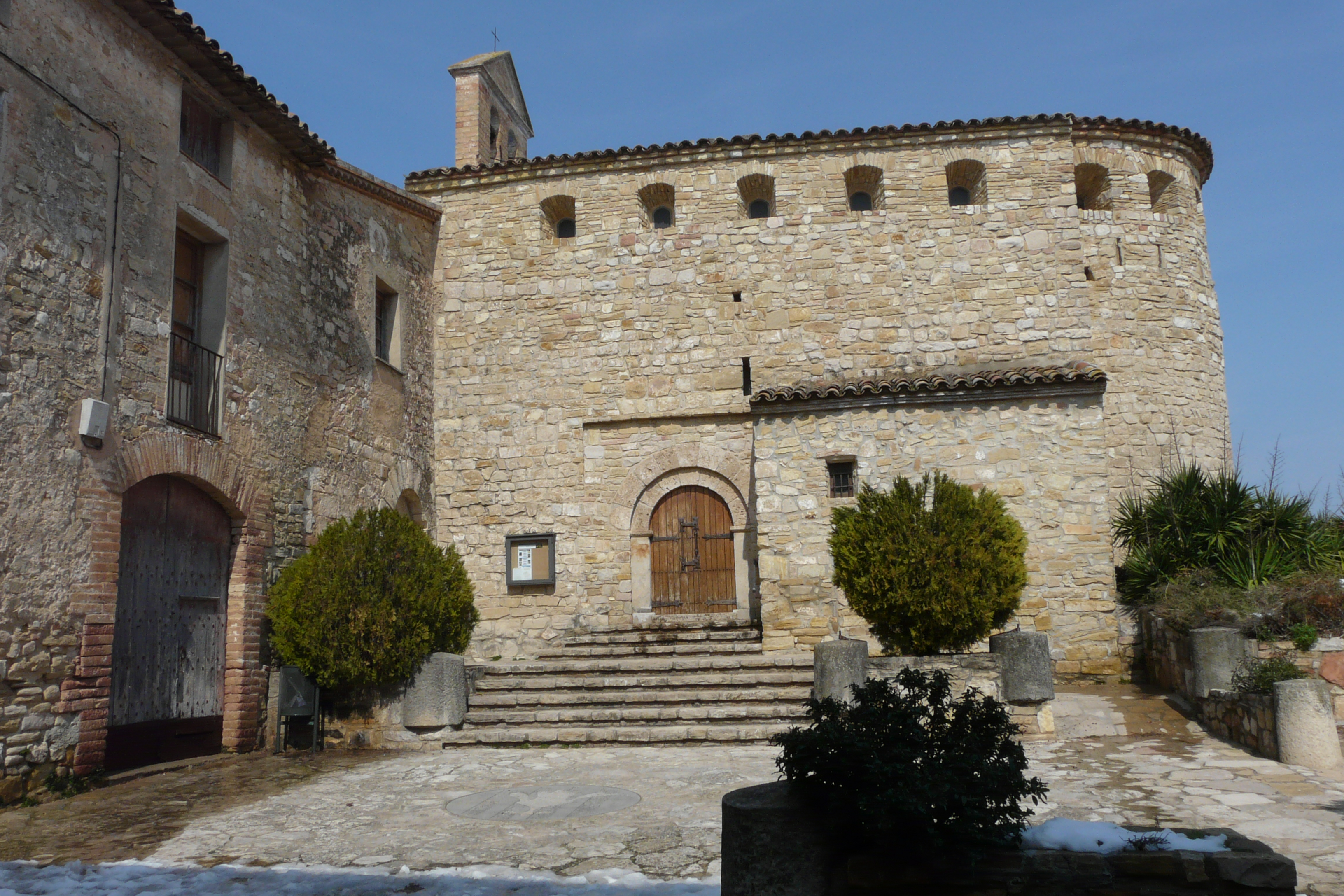
Església romànica de Sant Salvador de Vilanova d'Espoia
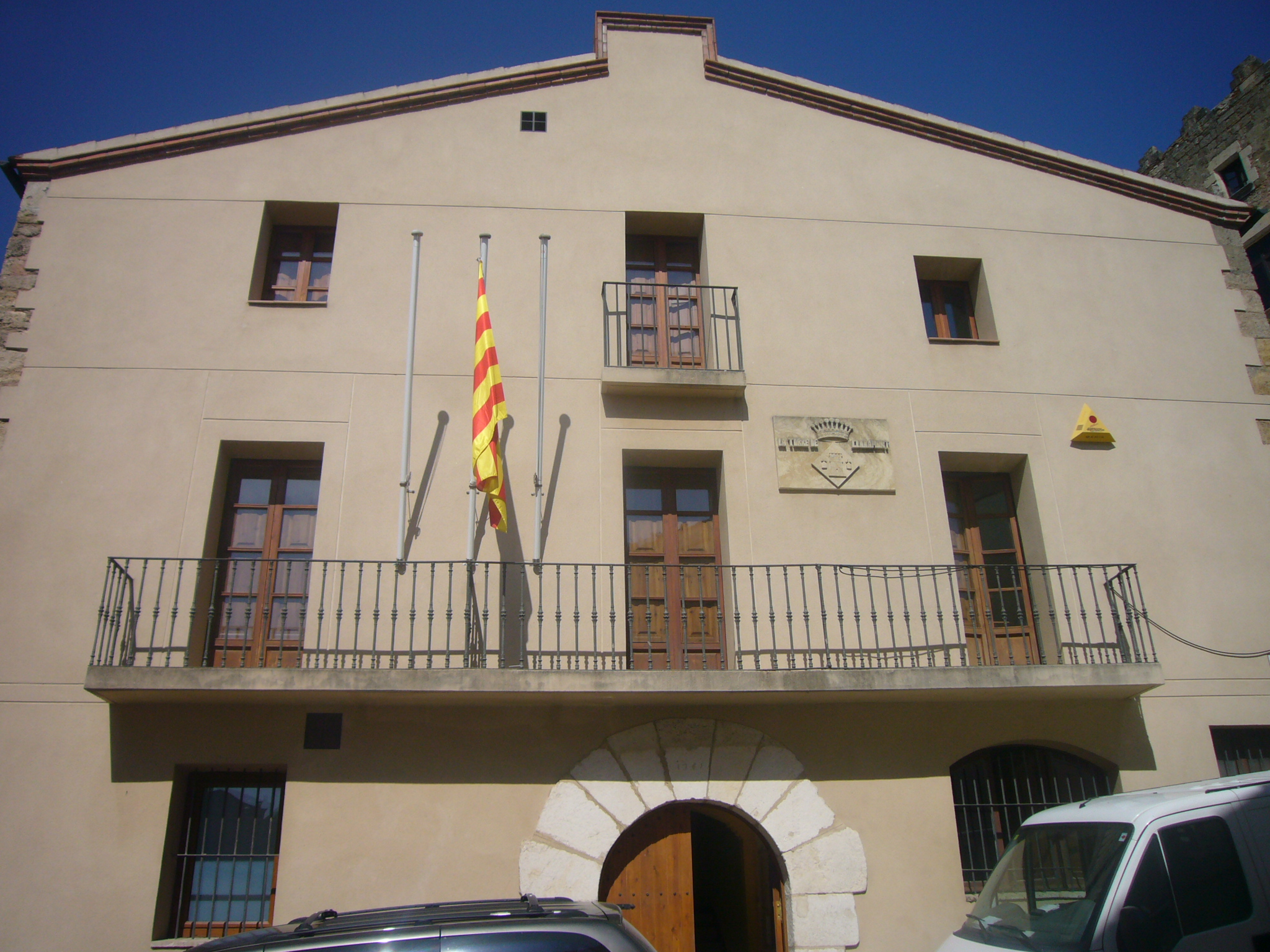
Ajuntament de la Torre de Claramunt

## Festes, fires i tradicions[1]
- Festa Major, per Sant Joan Baptista, el 24 de Juny
- Festa Major d'hivern, Sant Joan Evangelista, el 27 de desembre
- Festa Major del nucli Pinedes de l'Armengol, segon cap de setmana d'agost
- Festa Major de Vilanova d'Espoia, a l'agost, per Sant Salvador
- Festa Major d'hivern de Vilanova d'Espoia, al gener, per Sant Antoni
- Fira Medieval de l'Anoia, el diumenge més proper a Sant Joan de juny
- Festa d'homenatge a La Gent Gran, al maig
- Cavalcada de Reis, 5 de gener per tot el municipi
- Carnestoltes, concurs de disfresses
- Botifarrada popular, a l'abril